# محمد بن سعود التميمي
الدكتور محمد بن سعود بن موسى التميمي، محافظ الهيئة الوطنية لإدارة الطوارئ منذ 8 مايو 2025م، وتولّى قبلها منصب محافظ هيئة الاتصالات والفضاء والتقنية في المملكة العربية السعودية بالمرتبة الممتازة من عام 1441هـ الموافق 2019 م حتى 1446 هـ الموافق 2025م ، كما يشغل منصب الرئيس التنفيذي المكلف لوكالة الفضاء السعودية منذ عام 2021م، ويشغل عددا من المناصب الأخرى محليا ودوليا.

## الحياة العلمية
بدأ محمد التميمي دراسته الجامعية في جامعة الملك فهد للبترول والمعادن، وحصل منها على درجة البكالوريوس في هندسة الاتصالات عام 2003م، وأكمل دراسته بجامعة "ستراثكلايد" (University of Strathclyde) في بريطانيا ليحصل منها على درجة الماجستير في سياسات الاتصالات والتقنية عام 2005م، فيما حصل على شهادة الدكتوراه من جامعة "بتسبرغ" (University of Pittsburgh) في الولايات المتحدة الأمريكية في اختصاص اقتصاديات تنظيم الاتصالات عام 2014م، وله عدة أبحاث أكاديمية وعلمية محكمة منشورة في أهم المجلات العلمية، كما تخرج من برنامج إعداد القادة لجامعة "هارفارد" خلال عام 2019م.

## الحياة العملية
عمل التميمي في قطاع الاتصالات والتقنية لعدة سنوات قبل أن تصدر الموافقة الملكية بتوليه منصب محافظ هيئة الاتصالات والفضاء والتقنية، وكان آخر منصب شغله في القطاع نائب محافظ الهيئة للتنظيم والمنافسة، وعمل أيضا عدة سنوات عضوًا في لجان تحكيم لعدد من المؤتمرات الدولية كمؤتمر اقتصاديات المشاركة في الشبكات اللاسلكية بالولايات المتحدة الأمريكية، ومنتدى الإبداع الأوروبي للشبكات اللاسلكية.
شارك في تأسيس عدد من الجمعيات التخصصية والبحثية داخل السعودية، كما عمل أثناء مرحلة الدكتوراه مع عدد من الشركات بالولايات المتحدة الأمريكية، وترأس عددا من المشاريع المعنية بإعداد التشريعات والأنظمة، وتقنيات قطاع الاتصالات والمعلومات خلال الفترة الماضية، كما يعد من الكفاءات في مجال حوكمة الخصخصة والسياسات العامة والتنظيمات

### أهم المنجزات
- قاد قطاع الاتصالات بالمملكة لتحقيق عدد من المنجزات التاريخية وقفزات سريعة حظيت بإشادة مجلس الوزراء السعودي، ونالت كذلك إشادات دولية متعددة.
- حصل على وسام الملك عبد العزيز من الدرجة الأولى في عام 2021م
- سجل عددا من براءات الاختراع، وله أبحاث علمية محكمة منشورة في أهم المجلات العلمية.
- أسس أكاديمية التنظيمات الرقمية التابعة للجنة التنظيمات الوطنية.
- أسس وقاد فريق برنامج رواد الفضاء السعودي، وإرسال أول رائدة فضاء عربية سعودية لمحطة الفضاء الدولية عام 2023م.
- حصلت المملكة خلال فترته على المرتبة الثانية عالميا في جودة البنية التحتية الرقمية وفق مؤشر الأمم المتحدة المنشور 2024، والمرتبة السادسة عالميا في جودة التنظيمات لقطاع الاتصالات والتقنية.

## مناصب أخرى
يشغل التميمي عددا من المناصب الأخرى محليا ودوليا
- محافظ الهيئة الوطنية لإدارة الطوارئ من 8 مايو 2025م.[6]
- محافظ هيئة الاتصالات وتقنية المعلومات من 28 أكتوبر 2019م إلى 8 مايو 2025م.[7]
- الرئيس التنفيذي المُكلّف لوكالة الفضاء السعودية منذ 26 مايو 2021م.
- نائب رئيس مجلس إدارة هيئة الاتصالات والفضاء والتقنية.
- عضو مجلس الاتحاد الدولي للاتصالات التابع للأمم المتحدة في جنيف.
- عضو لجنة الأمم المتحدة للنطاق العريض في نيويورك.
- نائب رئيس مجلس إدارة وكالة الفضاء السعودية.
- عضو مؤسس، نائب رئيس مجلس إدارة مجموعة نيو للفضاء التابعة لصندوق الاستثمارات العامة.
- أمين المجلس الأعلى للفضاء.
- عضو مجلس أمناء كلية كبسارك للسياسات العامة بالرياض.
- رئيس لجنة التنظيمات الوطنية.
- عضو مجلس التجارة الالكترونية.
- عضو مجلس المحتوى الرقمي.
- عضو مجلس إدارة مركز مشاريع البنية التحتية بمنطقة الرياض.

## الأوسمة والتكريمات
- منحه الملك سلمان بن عبد العزيز آل سعود وسام الملك عبد العزيز من الدرجة الأولى في 6 أبريل 2021.[8]